# التصوير الثقافي للغربان

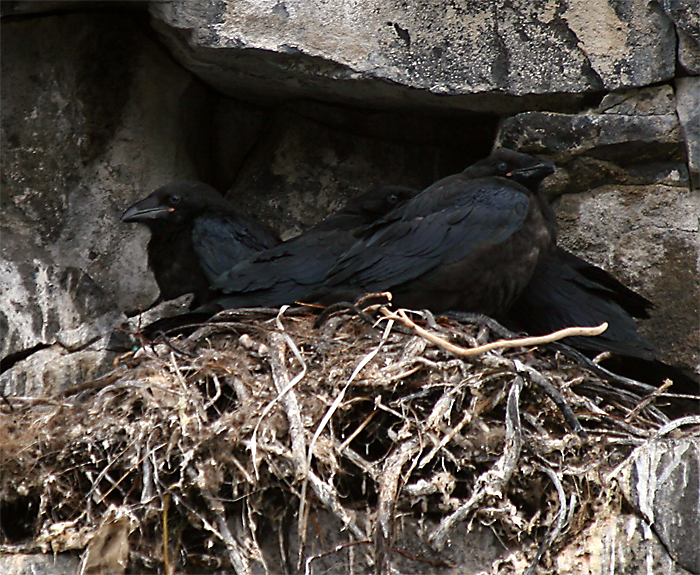
الغربان المشتركة على العش، أيسلندا.

التصوير الثقافي للغربان توجد العديد من الإشارات إلى الغربان في التقاليد والأدب العالمي للشعوب. في رمزية معقدة ترتبط معظم الصور إلى الغراب هو الطائر أسود اللون كبير الحجم وهو الأكثر انتشارًا بين جميع الغرابيَّات في تاريخ الثقافات المختلفة للشعوب رمزًا للتشاؤم والتنبؤ بسوء الحظِّ القادم، ساعدت على ترسيخ هذه الخرافات بشأن الغراب صوته المنفر المسمى بالنعيق؛ حيث صار من المألوف في المأثور الشعبي ارتباطُ نعيق الغراب بالأخبار السيئة، ونذير الموت
طغى الموروث الثقافي منذ آلاف السنين في رسم صورة منفَرة للغراب، اقترح عالم الأنثروبولوجيا الفرنسي كلود ليفي شتراوس نظرية بنيوية تقترح أن الغراب مثل الذئب حصل على مكانة أسطورية لأنه حيوانًا وسيطًا بين الحياة والموت. باعتباره طائر واسع متنوع التغذية منها الجيف، أصبحت الغربان مرتبطة بالأموات والأرواح الضائعة، في الفولكلور السويدي هم أشباح قتلى بدون مدافن مسيحية، وفي القصص الألمانية أرواح ملعونه حتى أن المواقف الإيجابية القليل من هذا الطير كموقف مقاطعة يوكون الكندية التي تُعد الغراب طائرها الرسمي، تبقى أقل من أن تذكر أمام صورته السلبية الشائعة. يمثل الغراب أيضًا نبوءة وبصيرة غالبًا ما تعمل الغربان في القصص كمحركين نفسيين حيث تربط العالم المادي بعالم الأرواح.
في القرآن الكريم يظهر الغراب معلِّم للإنسان في سياق الحديث عن قصة اِبْنَيْ آدم اللذين قَتل أحدُهما الآخر، ولم يَدْرِ كيف يُواريه، كان الغراب مبعوث السماء ليصبح المعلِّم الأرضي الأول للإنسان، يقول الله تعالى: {{فَبَعَثَ اللَّهُ غُرَابًا يَبْحَثُ فِي الْأَرْضِ لِيُرِيَهُ كَيْفَ يُوَارِي سَوْءَةَ أَخِيه * قَالَ يَا وَيْلَتَا أَعَجَزْتُ أَنْ أَكُونَ مِثْلَ هَذَا الْغُرَابِ فَأُوَارِيَ سَوْءَةَ أَخِي فَأَصْبَحَ مِنَ النَّادِمِينَ}{ في الآية الحادية والثلاثين من سورة المائدة سورة المائدة.

## الرمزية والأساطير بالثقافة
ظهر الغراب في أساطير العديد من الشعوب القديمة. بعض القصص الأكثر شيوعًا هي من قصص الأساطير اليونانية والسلتية والإسكندنافية وشمال غرب المحيط الهادئ والرومانية.

### الحضارة البابلية
تشترك تقاليد الشعوب القديمة في جميع أنحاء العالم في تضمين قصص الفيضانات. لقد حظيت روايات بلاد ما بين النهرين بأكبر قدر من النقاش لأنها أقرب ثقافيًا إلى مادة الكتاب المقدس من أي من الروايات الأخرى غير الكتابية. أشهر روايات فيضان بلاد ما بين النهرين هي النسخة البابلية ، والموجودة في مكتبة الملك الآشوري آشور بانيبال (القرن السابع قبل الميلاد) كجزء من ملحمة جلجامش الأكبر.
يبحث جلجامش في هذه الملحمة عن رجل يُدعى أوتنابيشتيم (وهو ما يعادل نوح التوراتي) ثم تُروى قصته عندما ينزعج الآله إنليل، من نشاز الضوضاء القادمة من البشر، يقرر إغراقهم جميعًا وتدميرهم جميعًا في طوفان كارثي. يكشف إنكي إله المياه عن نية إنليل لأوتنابيشتيم البشري، ويوجهه لبناء قارب ضخم وتحميله بأزواج من الحيوانات. بعد أن صدرت له تعليمات بعدم الكشف عن سبب مشروع البناء المحير هذا، يُطلب من أوتنابيشتوم أن يصطحب زوجته معه في مرحلة حرجة.
لسبعة أيام وليالٍ مكثَّفة انقذ أوتنابيشتيم وزوجته في هذا الإناء بينما غمرت مياه الفيضانات الأرض. عندما تهدأ المياه أخيرًا ، يستقر القارب فوق جبل شاهق. يرسل أوتنابيشتوم حمامة وسنونو وغرابًا، عادت حمامة والسنونو فيما تخلف الغراب في العودة، ويبدو أنه وجد الغذاء. ينزل الرجل بعد ذلك ويقدم تضحيات سخية للآلهة، التي بدورها تمنحه هو وزوجته الحياة الأبدية لأنهما حافظا على مستقبل البشر والحيوانات.
سيتعرف قراء الكتاب المقدس على الفور على أوجه التشابه بين روايات بلاد ما بين النهرين والتوراة. لكن هناك اختلافات كبيرة أيضًا. وفقًا للكتاب المقدس ، لم يكن الرب ببساطة منزعجًا من خطيئة البشرية ؛ لقد كان حزينًا للغاية لدرجة أن "قلبه كان مضطربًا بشدة" بسبب ضخامة الخطيئة البشرية (سفر التكوين 6: 5 - 7).
يمكن أن تُعزى الاختلافات إلى الإعلان الخاص الذي أعطاه الله لمؤلفي الكتاب المقدس ، بمن فيهم كاتب سفر التكوين، والذي من خلاله أعلن عن خطته للخلاص. تقدم النسخ الأخرى تأكيدًا غير كتابي لقصة فيضان عظيم بدلاً من إثبات ، كما اقترح البعض أن الرواية الكتابية هي أسطورة.

### العصور القديمة اليونانية الرومانية
في الأساطير اليونانية، ترتبط الغربان بالإله أبولو، إله النبوة. يقال إنهم رمز لسوء الحظ ، وكانوا رسل الآلهة في العالم الفاني. وفقًا للرواية الأسطورية، أرسل أبولو غرابًا أبيض، أو غرابًا في بعض الإصدارات للتجسس على حبيبته كورونيس. عندما أعاد الغراب بالأخبار بأن كورونيس لم تكن مخلصًا له، حيث وقع كورونيس في حب إيشيس ، ابن إيلاتوس.كان أبولو غاضبًا جدًا لدرجة أنه أحرق الغراب في غضبه مما جعل ريشه أسود.
وفقا للمؤرخ الروماني تيتوس ليفيوس كان لدي الجنرال الروماني ماركوس فاليريوس كورفوس (حوالي 370-270 قبل الميلاد) استقر الغراب على خوذة فاليريوس خلال معركة مع بلاد الغال العملاقة، وصرف انتباه العدو عن طريق الطيران على وجهه، مما سمح لفاليريوس بقتل عدوه. ثم حارب الجيشان مما أدى إلى هزيمة قوات الغال وانتصار الرومان. كمكافأة على شجاعته ، تلقى فاليريوس هدية هي عشرة ثيران وتاج ذهبي، بالإضافة إلى لقب كورفوس (الكلمة التي تعني في اللاتينية "الغراب")..

### العبرية الكتاب المقدس واليهودية
غراب أسود (بالعبرية: עורב) هو النوع الأول من الطيور التي ورد ذكرها في الكتاب الكتاب العبري، ذكرت الغربان في مناسبات عديدة بعد ذلك. في سفر التكوين - خبر الغراب الذي أرسله نوح من الفلك الذي كان يسكنه في أثناء الطوفان العظيم الذي لم يرجع إليه بعد أن وجد لنفسه مكانًا يرسو فيه (سفر التكوين 8: 7). والغراب يشير إلى الخطية فهو ينطلق إلى حيث الجيف النتنة ثم يعود مرة أخرى إلى الفلك.
في سفر الملوك 17: 4-6 ، يأمر الله الغربان بإطعام إيليا النبي. يوصف الملك سليمان بأن شعره أسود مثل شعر الغراب في نشيد الأنشاد 5:11. الغربان هي مثال على تدبير الله الكريم لجميع مخلوقاته في مزمور 147: 9 وأيوب 38:41. (في العهد الجديد أيضًا ، استخدم يسوع الغربان كتوضيح لتدبير الله في لوقا 12:24.
ذكر فيلو الإسكندري (القرن الأول الميلادي) ، الذي فسر الكتاب المقدس مجازيًا ، أن غراب نوح كان رمزًا للرذيلة ، بينما كانت الحمامة رمزًا للفضيلة (أسئلة وأجوبة في تكوين 2:38).
في التلمود يوصف الغراب بأنه كان واحدًا فقط من ثلاثة كائنات على سفينة نوح تزاوجت أثناء الطوفان وهكذا تمت معاقبته. اعتقد الحاخامات أن ذكر الغراب أجبر على البصق. وفقًا لاندنامابوك الأيسلندية - وهي قصة مشابهة لقصة نوح والسفينة - استخدم هرافنا فلوكي فيلجيرارسون الغربان لتوجيه سفينته من جزر فارو إلى أيسلندا.
يوضح بيرك دي ربي اليعازر (الفصل 25) أن سبب عدم عودة الغراب الذي أطلقه نوح من الفلك إليه هو أن الغراب كان يتغذى على جثث أولئك الذين غرقوا في الطوفان.

### الشرق الأوسط / الثقافة الإسلامية
في النسخة القرآنية لقصة ابني آدم تم ذكر الغراب على أنه المخلوق الذي علم قايبل كيفية دفن أخيه المقتول، في المائدة 5:31. {سورة 5: 27-31} القصة كما وردت في القرآن وافترضت في الحديث أن قايبل بعد أن قتل هابيل وقف عقله عاجزاً عن التفكير وتحيّره بجثته ماذا يفعل بها. أثناء مسح المناطق المحيطة بحثًا عن حل، لاحظ قابيل وجود غرابين، أحدهما ميت والآخر على قيد الحياة. بدأ الغراب الذي لا يزال على قيد الحياة في حفر الأرض ودفن فيها رفيقه الميت. وشهدًا لهذا اكتشف قايبل الطريقة التي كشفت له بشكل غير مباشر من قبل الغراب.

### الثقافات الجرمانية وعصر الفايكنج
بالنسبة للشعوب الجرمانية ، غالبًا ما مرتبط الإله أودين في الوثنية الجرمانية بالغربان. تشمل الأمثلة صورًا لأشكال غالبًا ما يتم تحديدها على ظهور أودين محاطًا بعصفورين على برج من القرن السادس وعلى لوحة خوذة من القرن السابع من فيندل، السويد. في الأساطير الإسكندنافية اللاحقة، تم تصوير أودين على أنه يحتوي على اثنين من الغربان هوجين ومونين ، وهما بمثابة عينيه وأذنيه - huginn تعني "الفكر" و munin تعني "الذاكرة". كل يوم تطير الغربان من هلينسكغالف وتحضر الأخبار لأودين من مدكارد.

## روابط خارجية
- GodChecker.com entry includes story of Raven stealing the sun.
- Listening To Ravens Drawings, Myths & Realities by Beth Surdut, Visual Storyteller
- Raven finds the First Men
- Tower of London raven myth